# Amt Rhinow
Het Amt Rhinow is een samenwerkingsverband van zes gemeenten in het Landkreis Havelland in de Duitse deelstaat Brandenburg. Rhinow telt 4.547 inwoners. Het bestuurscentrum is gevestigd in de stad Rhinow.

## Gemeenten
Het amt omvat de volgende gemeenten:
1. Gollenberg (418)
2. Großderschau (420)
3. Havelaue (872)
4. Kleßen-Görne (357)
5. Rhinow (stad) (1.596)
6. Seeblick (884)

Brieselang ·
Dallgow-Döberitz ·
Falkensee ·
Friesack ·
Gollenberg ·
Großderschau ·
Havelaue ·
Ketzin ·
Kleßen-Görne ·
Kotzen ·
Märkisch Luch ·
Milower Land ·
Mühlenberge ·
Nauen ·
Nennhausen ·
Paulinenaue ·
Pessin ·
Premnitz ·
Rathenow ·
Retzow ·
Rhinow ·
Schönwalde-Glien ·
Seeblick ·
Stechow-Ferchesar ·
Wiesenaue ·
Wustermark